# Pié de Pató
Pié de Pató är en ort i Colombia.   Den ligger i departementet Chocó, i den västra delen av landet, 300 km väster om huvudstaden Bogotá. Pié de Pató ligger 21 meter över havet och antalet invånare är 3 242.
Terrängen runt Pié de Pató är huvudsakligen kuperad, men åt nordväst är den platt. Pié de Pató ligger nere i en dal. Runt Pié de Pató är det glesbefolkat, med 14 invånare per kvadratkilometer. Det finns inga andra samhällen i närheten. I omgivningarna runt Pié de Pató växer i huvudsak städsegrön lövskog.